# Espejón

Localização de Espejón

Espejón é um município da Espanha na província de Sória, comunidade autónoma de Castela e Leão, de área 21,97 km² com população de 208 habitantes (2006) e densidade populacional de 9,54 hab/km².

## Demografia
| Variação demográfica do município entre 1991 e 2004 | Variação demográfica do município entre 1991 e 2004 | Variação demográfica do município entre 1991 e 2004 | Variação demográfica do município entre 1991 e 2004 |
| --------------------------------------------------- | --------------------------------------------------- | --------------------------------------------------- | --------------------------------------------------- |
| 1991                                                | 1996                                                | 2001                                                | 2004                                                |
| 241                                                 | 241                                                 | 235                                                 | 209                                                 |